# Trzebuska
Trzebuska – wieś w Polsce, położona w województwie podkarpackim, w powiecie rzeszowskim, w gminie Sokołów Małopolski.
W latach 1975–1998 wieś administracyjnie należała do województwa rzeszowskiego.

## Integralne części wsi
| SIMC    | Nazwa         | Rodzaj    |
| ------- | ------------- | --------- |
| 0661612 | Dworzysko     | część wsi |
| 0661629 | Majdan        | część wsi |
| 0661635 | Pod Lasem     | część wsi |
| 0661641 | Podławki      | część wsi |
| 0661658 | Podnionadówka | część wsi |

Szymon Kocioł kurie

## Historia
- 1579 – Pierwsza wzmianka o Trzebusce znajduje się w wykazie podatku płaconego na podstawie uchwały Sejmu Warszawskiego z 1578 roku. Wśród 30 wsi należących do Jana Pileckiego jest Trzebuska (Archiwum Skarbu Koronnego, tom 17, karta 420)
- 1638 – Do parafii Nienadówka w której kościół zbudowano w 1561 roku należało 70 mieszkańców Trzebuski. Pozostała część mieszkańców należy do parafii Sokołów.
- 1655–1656 – Najazd tatarski. Spustoszenie okolicznych miejscowości.
- 1748 – Książę Franciszek Lubomirski sprzedał dominium sokołowskie (w tym i Trzebuskę) Franciszkowi Grabińskiemu za 625 tys. florenów.
- 1766 – Dobra sokołowskie odziedziczył po zmarłym stryju Benedykt Grabiński, poseł Sejmu Wielkiego od 1790 roku, który zamieszkiwał w swoim dworze w Trzebusce (Dworzysko).
- 1771 – 19 maja Benedykt Grabiński podpisał dekret regulujący sprawy cechu kowalskiego.
- 1772 – I rozbiór Polski. Trzebuska wraz z całą Galicją dostała się pod zabór austriacki
- 1774 – Powstał na krótko dystrykt leżajski, do którego należała również Trzebuska[6].
- 1775 – 13 kwietnia Benedykt Grabiński wydał w Trzebusce Dekret wypisany na pergaminie dla cechu szewców.
- 1791 – 29 listopada zmarł w Zawichoście w czasie powrotu z Warszawy Benedykt Grabiński
- 1848 – w maju zniesiono pańszczyznę. Manifest cesarza Franciszka Józefa I odczytano z ambon kościołów
- 1853 – Powstał na krótko powiat sokołowski, do którego należała również Trzebuska
- 1865 – 21 października spis inwentarza w dworze Trzebuska. Pałac był na jedno piętro wysoki, front miał zwrócony ku zachodowi. W dolnej części 7 pokoi 2 kuchnie i jedna spiżarnia. Wartość oceniano na 7000 florenów.
- 1869 – hr. Jan Władysław Zamoyski nabył Trzebuskę oraz okoliczne miejscowości, ale większość czasu spędzał za granicą.
- 1900 – Wybudowano drewnianą kapliczkę pod lasem z elementów starego, rozebranego drewnianego kościoła w Nienadówce. Z Nienadówki przeniesiono elementy wyposażenia; jak obrazy, rzeźby, oraz mały dzwon. Z zaistnieniem kapliczki wiązano nadzieję na sprawowanie liturgii mszy św. Żywa jest pamięć o Romanie Baczyńskim, kierowniku szkoły (1923-1931), który chciał powiększyć kapliczkę, by można sprawować liturgię. Do rozbudowy jednak nie doszło.
- 1902 – Powstała Szkoła Ludowa jednoklasowa. Zachowany protokół z posiedzenia Rady Szkolnej Miejscowej z 18 stycznia 1903 r. zawiera podsumowanie rozliczeń rachunkowych tego organu za 1902 r. przewodniczącym R.S.M. był wówczas Piotr Rostworowski, jej członkami: Franciszek Ciupak, Antoni Ciupak i Stanisław Oko (reprezentanci gminy) oraz Tadeusz Romkiewicz – nauczyciel. Piotr Rostworowski z Rybnej był jednym z administratorów dóbr sokołowskich, należących w latach 1869-1906 do hrabiego Jana Zamoyskiego. Nauczycielem Szkoły w Trzebusce w latach 1902 – 1904 był Tadeusz Romkiewicz.
- 1905 – Powstała spółka, która buduje cegielnie na terenach podarowanych przez hr. J. W. Zamojskiego, produkującą cegłę na budowę kościoła a później szkoły, które spłonęły w wielkim pożarze w Sokołowie w 1904 roku.
- 1906 – Wykup ziem od hr. J. W. Zamoyskiego przez spółkę kapitalistów Wiener i Bloch. Rozprzedanie folwarków i majątków gospodarzom. Dwór w Trzebusce kupuje gospodarz Jan Nowak, drzewa parkowe wycięto, pałac zburzono celem sprzedaży cegły.
- 1914–1918 – I wojna światowa – wielu Trzebuszczan walczy w armii austriackiej w Karpatach, oraz froncie włoskim. Część z nich poległa. (Więcej mieszkańców Trzebuski nie powróciło z frontów podczas I wojny światowej w porównaniu do II wojny).
- 1918 – Trzebuska wraz z Galicją powróciła w granice Rzeczypospolitej
- 1935 – W Trzebusce urodził się Tadeusz Kuduk artysta malarz. Od 1969 roku członek Związku Artystów Plastyków, laureat 17 dyplomów za prace malarskie.
- 1939 – 28 sierpnia mężczyźni z Trzebuski zostali powołani do okolicznych jednostek wojskowych w związku z narastającym zagrożeniem wojennym.
- 1940 – Po wsypie w Kolbuszowej grupa Odwet przeniosła wydawnictwo pisma "Czyn chłopsko-robotniczy" jak również nasłuch radiowy do Trzebuski, do Jana Krauzego, a później do Bolesława Mitury.
- 1941 – W lipcu aresztowani zostali przez gestapo Adam Hus, Jan Krauz oraz Bolesław Mitura przechwycony z paczką gazet "Podorywka". Wszyscy zostali wywiezieni do Oświęcimia, skąd już nie wrócili.
  - Na terenie Trzebuski i okolicy działały w konspiracji oddziały: Armii Krajowej "Sosna", Batalionów Chłopskich "Roch" i Gwardii Ludowej "Iskra"
- 1943 – Latem na placu szkolnym w Sokołowie rozstrzelani zostali przez oddział SS Bartłomiej Gielarowski z żoną Karoliną Marciniec za ukrywanie 5-cioro Żydów, oraz Agnieszka Gałgan[7]
  - 2 października aresztowany został i wywieziony do obozu w Pustkowie, skąd już nie powrócił Szymon Kocioł kurier BCh "Rocha". U niego również prowadzony był nasłuch radiowy dla pozyskania wiadomości do gazety "Podorywka".[7]
  - 2 listopada 15 osobowy oddział GL "Iskra" zaskoczony w lesie k. Trzebuski próbował wyjść z niemieckiego okrążenia, zginęło 11 partyzantów, 4 wymknęło się Niemcom – miejsce upamiętnione pomnikiem w 1968 roku
  - 17 listopada Andrzej Ciupak z synem Leonem zastrzeleni przez Niemców w pobliżu obecnego kościoła za wytwarzanie wyrobów mięsnych dla własnych potrzeb. Pochowani na cmentarzu w Nienadówce.
- 1944 – 23-25 lipca z wieży kościoła w Sokołowie snajperzy niemieccy ostrzeliwali okolicę. Postrzelony młody chłopiec podczas prac żniwnych z rodziny Kozioł zmarł na polach pod Granicą.
  - 26 lipca do Trzebuski weszły oddziały wojsk radzieckich. Od sierpnia do października tego roku NKWD prowadziło w Trzebusce obóz dla zatrzymanych żołnierzy AK przy przedwojennym Domu Spółdzielczym. Ogrodzono drutem kolczastym ok. 7-8 arów, na których wykopano 5 dołów – ziemianek – 4 × 4 x 2 m. Przetrzymywano po 20 więźniów w dołku. Obóz wokół ogrodzenia patrolowała warta z psami. Po skazaniu na śmierć wyroki wykonywano w pobliżu, w lesie turzańskim. W ten sposób zgładzono tam żołnierzy Powstania Lwowskiego, którzy we Lwowie przyjęli Armię Czerwoną jako sojusznika[8][9].
- 1959 – Elektryfikacja Trzebuski
  - Jesienią Piotr Szot w czasie karczowania pni w lesie znalazł miedzianą siekierę (kultura trzciniecka), którą za pośrednictwem Edwarda Ożoga przekazał do Muzeum Okręgowego w Rzeszowie.
- 1960 – Wybudowano nową murowaną szkołę, którą rozbudowano w latach 1986-89 w czynie społecznym mieszkańców.
- 1980 – powstanie NSZZ „Solidarność”
- 1981 – Stan wojenny; brak łączności, i wyjazdy do miast na przepustki, brak w sklepach żywności nawet na kartki, internowania i aresztowania opozycji.
- 1982–1986 – Budowa kościoła w Trzebusce.
- 1988 – 9 lipca o godz. 18.00 uroczyste erygowanie parafii rzymskokatolickiej w Trzebusce, wydzielonej z parafii Sokołów Młp. i Nienadówka, parafii pw. Matki Boskiej Częstochowskiej.
- 1989–1993 – Budowa nowej plebanii
- 1991–1994 – Wybudowano salę gimnastyczną z zapleczem przy szkole.
- 1992 – Parafia Trzebuska wraz z dekanatem sokołowskim, przeszła do nowo utworzonej diecezji rzeszowskiej; ordynariuszem został ks. bp Kazimierz Górny, a bpem pomocniczym ks. bp Edward Białogłowski.
- 1995 – Oddano do użytku nową Remizę Strażacką wraz z Domem Ludowym.
- 2007 – 16 października nastąpiło uroczyste nadanie imienia Świętej Jadwigi Królowej Zespołowi Szkół w Trzebusce[10]